# Новые Колосы
Новые Колосы (бел. Новыя Каласы) — посёлок в Запольском сельсовете Рогачёвского района Гомельской области Беларуси.

## География

### Расположение
В 2 км на запад от районного центра и железнодорожной станции Рогачёв (на линии Могилёв — Жлобин), 123 км от Гомеля.

### Гидрография
На реке Друть (приток реки Днепр).

## Транспортная сеть
Транспортные связи по автодорогам, которые отходят от Рогачёва. Планировка состоит из прямолинейной улицы меридиональной ориентации, застроенной двусторонне преимущественно деревянными домами усадебного типа.

## История
Основан в начале XX века переселенцами из соседних деревень. Рядом находились хутора 4 двора. В 1931 году жители вступили в колхоз. Во время Великой Отечественной войны в 1944 году оккупанты сожгли посёлок и убили 7 жителей. Согласно переписи 1959 года в составе колхоза имени С. М. Кирова (центр — деревня Заполье).

## Население

### Численность
- 2004 год — 45 хозяйств, 99 жителей.

### Динамика
- 1925 год — 18 дворов.
- 1940 год — 54 двора, 270 жителей.
- 1959 год — 169 жителей (согласно переписи).
- 2004 год — 45 хозяйств, 99 жителей.